# Königreich des Verbrechens
Königreich des Verbrechens ist ein australisches Krimi-Drama aus dem Jahr 2010. Der Film basiert lose auf einer echten kriminellen Familie aus Melbourne, und dem Mord an zwei Polizisten im Jahr 1988 in South Yarra, einem Stadtteil Melbournes.

## Handlung
Nachdem seine Mutter Julia an einer Überdosis Heroin starb, ist der 17-jährige Joshua „J“ Cody gezwungen, zu seiner Großmutter Janine „Smurf“ Cody, der Matriarchin einer Familie, deren Lebensinhalt die Organisierte Kriminalität ist, nach Melbourne zu ziehen. Mit ihr leben ihre drei Söhne, die Cody Boys. Ihr ältester Sohn ist Andrew „Pope“ Cody, der sich nach einigen Raubüberfällen vor einer Gruppe abtrünniger Polizisten versteckt. Der mittlere Bruder ist Craig, ein unberechenbarer, aber dennoch erfolgreicher Drogendealer. Und ihr jüngster ist Darren, der sich der Führung seiner Brüder ergibt.
Eines Tages nimmt Joshuas Onkel Craig ihn mit auf eine Autofahrt. Bei einem Ampelstopp wird er durch den Fahrer des benachbarten Fahrzeugs beleidigt. Craig gibt Joshua eine Waffe und beide folgen dem Fahrer und seinen Komplizen in eine Gasse, wo dieser sein Auto abstellt, aussteigt und einen Kampf zwischen ihm und Craig provoziert. Aber stattdessen fordert Craig Joshua auf, aus dem Fahrzeug auszusteigen und diesen mit seiner Waffe abzuschrecken.
Etwas später treffen sich Barry „Baz“ Brown und Andrew im Einkaufszentrum. Dort offenbart Barry Andrew, dass er mit den Raubzügen aufhören und sich mit seiner Familie niederlassen will. Er hofft, dass Andrew sich ihm anschließt. Doch dieser zögert. Als Barry anschließend den Ort wieder verlässt, wird er von der Polizei angesprochen. Er gibt zu, dass er gerade von Andrew kommt, woraufhin er von den Polizisten ermordet wird. Das führt dazu, dass die Situation zwischen der Polizei und der Familie eskaliert. Sie schwören Rache und überreden Joshua, ein Auto zu stehlen und es auf einer Straße abzustellen. Er entspricht dieser Bitte. Er weiß nicht, dass seine Onkel mit dem Auto einige Polizisten anlocken werden. Als sich diese nähern, werden sie von Andrew, Craig und Darren erschossen.
Am nächsten Tag werden Joshua, Andrew und Darren verhaftet. Joshua lernt Officer Nathan Leckie kennen, den Leiter der Abteilung für Raubüberfälle. Dieser interessiert sich für dessen spezielle Situation mit seiner Familie und versucht, ihn davon zu entlasten. Während alle drei später entlassen werden, ist Craig auf der Flucht und versucht, sich im Haus eines Freundes zu verstecken. Allerdings merkt er, dass er die ganze Zeit von der Polizei beschattet wurde. Er versucht zu fliehen, doch die Polizei erwischt ihn dabei und tötet ihn.
Inzwischen wurde Joshua von Officer Leckie wegen unerlaubten Alkoholkonsums festgenommen. Er bringt ihn in ein Stundenhotel und bietet ihm an, aus der Familie auszusteigen und in ein Zeugenschutzprogramm zu wechseln. Aber Joshua lehnt ab. Währenddessen wird seine Geliebte Nicky von Andrew ermordet, weil Darren fälschlicherweise glaubte, dass sie mit der Polizei rede. Beide werden schließlich verhaftet, als Andrew versucht, Joshua zu ermorden.
Janine erfährt von den Festnahmen, den beiden Morden und der Tatsache, dass Joshua als Kronzeuge gegen seine eigene Familie aussagen könnte. Sie ist von seiner Loyalität nicht überzeugt und entscheidet, dass er aus diesem Grund beseitigt werden muss. Über ihre Verbindungen erfährt sie die Adresse, an der ihr Enkel im Rahmen des Zeugenschutzprogramms untergebracht ist, und lässt einige korrupte Polizisten losschicken, damit ihn diese ermorden. Doch als Joshua die Polizisten vor dem Haus sieht, flüchtet er zu Janine und meint, dass er so nicht mehr weiterleben möchte. Unbedingt möchte er helfen, Andrew und Darren aus dem Gefängnis zu holen. Dazu setzt er sich mit dem Familienanwalt zusammen, um eine Aussage zu kreieren, die dazu führen soll, dass beide beim Prozess freigesprochen werden. Als dies geschieht, trifft sich Leckie mit Joshua und fragt ihn, ob er zufrieden sei und seinen Platz in der Welt gefunden habe.
Nachdem beide freigelassen wurden, kehrt Joshua mit der Bitte, bleiben und sich ausruhen zu dürfen, in das Haus von Janine zurück. Sie bittet ihn herein und Joshua geht, um Andrew und Darren zu begrüßen, gleich darauf legt er sich in einem Zimmer zur Ruhe. Andrew freut sich, begibt sich zu ihm ins Zimmer und will gerade anfangen, mit ihm zu sprechen, als Joshua ihn wortlos mit einem Kopfschuss tötet. Joshua kehrt ins Wohnzimmer zurück und umarmt seine Großmutter, die ebenso wie Darren geschockt ist.

## Kritik
Der Film erhielt überwiegend positive Kritiken. Rotten Tomatoes zählte einen Wert von 97 % positive Zustimmung bei 119 gezählten Filmrezensionen. Ebenfalls votierten 17.795 User mit 79 % für diesen Film. Bei IMDb erhielt der Film mit einer 7,5 bei 7.373 Stimmen eine überdurchschnittlich hohe Wertung (Stand: 22. Februar 2011). Selbst Quentin Tarantino nahm den Film in die Top 3 seiner Lieblingsfilme 2010 auf. Insbesondere wurde die schauspielerische Leistung von Jacki Weaver immer wieder betont, die eine Mischung aus Lady MacBeth und Ma Barker sei. (The 60-something Smurf is a magnetic, seductive hybrid of Lady Macbeth and Ma Barker).

“The intensity of the film’s nihilism is underlined by Antony Partos’s ominous semielectronic score. The relative absence of gun battles and car chases helps “Animal Kingdom” build and sustain a mood of deepening dread.”

„Die Intensität des Nihilismus im Film wird durch den semielektronischen Score von Antony Partos unterstützt. Der relative Mangel an Waffengefechten und Verfolgungsjagden hilft dem Film eine intensive Atmosphäre der Furcht aufzubauen.“

## Veröffentlichung
Nachdem der Film beim Sundance Film Festival 2010 am 22. Januar 2010 uraufgeführt wurde und den Preis der Jury für den besten ausländischen Spielfilm gewann, war der offizielle Kinostart in Australien am 3. Juni 2010. Bei einem Budget von 5 Mio. US-Dollar und weltweiten Einnahmen von 7,2 Mio. US-Dollar wurden allein in Australien 4,3 Mio. US-Dollar erspielt. Der Film lief in den deutschen Kinos nicht an, wurde jedoch am 25. März 2011 als Direct-to-DVD veröffentlicht.

## Auszeichnung
Jacki Weaver konnte mit ihrer Darstellung der Janine „Smurf“ Cody weltweit Kritiker überzeugen, wodurch sie nicht nur für zahlreiche Filmpreise nominiert, sondern sogar ausgezeichnet wurde. Sie erhielt u. a. bei den Golden Globe Awards 2011 und der Oscarverleihung 2011 jeweils eine Nominierung als beste Nebendarstellerin.
Bei der Verleihung der Australian Film Institute Awards, dem bedeutendsten Filmpreis Australiens, gewann Königreich des Verbrechens zehn Auszeichnungen, unter anderem als bester Film sowie für die beste Regie und besten Hauptdarsteller.

## Remake
Der US-amerikanische Fernsehsender TNT ließ im Jahr 2015 ein Remake des Films in Serienform produzieren. Die Fernsehserie, die den Originaltitel Animal Kingdom trägt, umfasst bisher fünf Staffeln und 62 Episoden, und wurde Anfang 2021 um eine sechste und letzte Staffel verlängert.